# Cañada de Calatrava
Cañada de Calatrava là một đô thị thuộc Ciudad Real, Castile-La Mancha, Tây Ban Nha. Đô thị này có dân số là 124 người (2007) và mật độ là 4,15/km².

## Dân số
| 1991 | 1996 | 2001 | 2004 |
| ---- | ---- | ---- | ---- |
| 101  | 88   | 78   | 103  |